# Aly Muldowney

a Compétitions nationales et continentales officielles uniquement.

Dernière mise à jour le 25 mai 2023.
Aly Muldowney, né le 3 août 1983 à Stafford (Angleterre), est un joueur anglais d'origine écossaise et irlandaise de rugby à XV, jouant principalement au poste de deuxième ligne. 

## Biographie
Après avoir joué pour Glasgow, le Connacht et Exeter, il mute en France pour Grenoble, club avec lequel il participe à la descente en Pro D2 en 2017 avant de repartir outre-Manche jouer avec les Bristol Bears en 2018.

## Palmarès

### En club
- Connacht
  - Vainqueur du Pro12 en 2016

- FC Grenoble
  - Finaliste du Championnat de France de 2e division en 2018